# Ilgenhalle

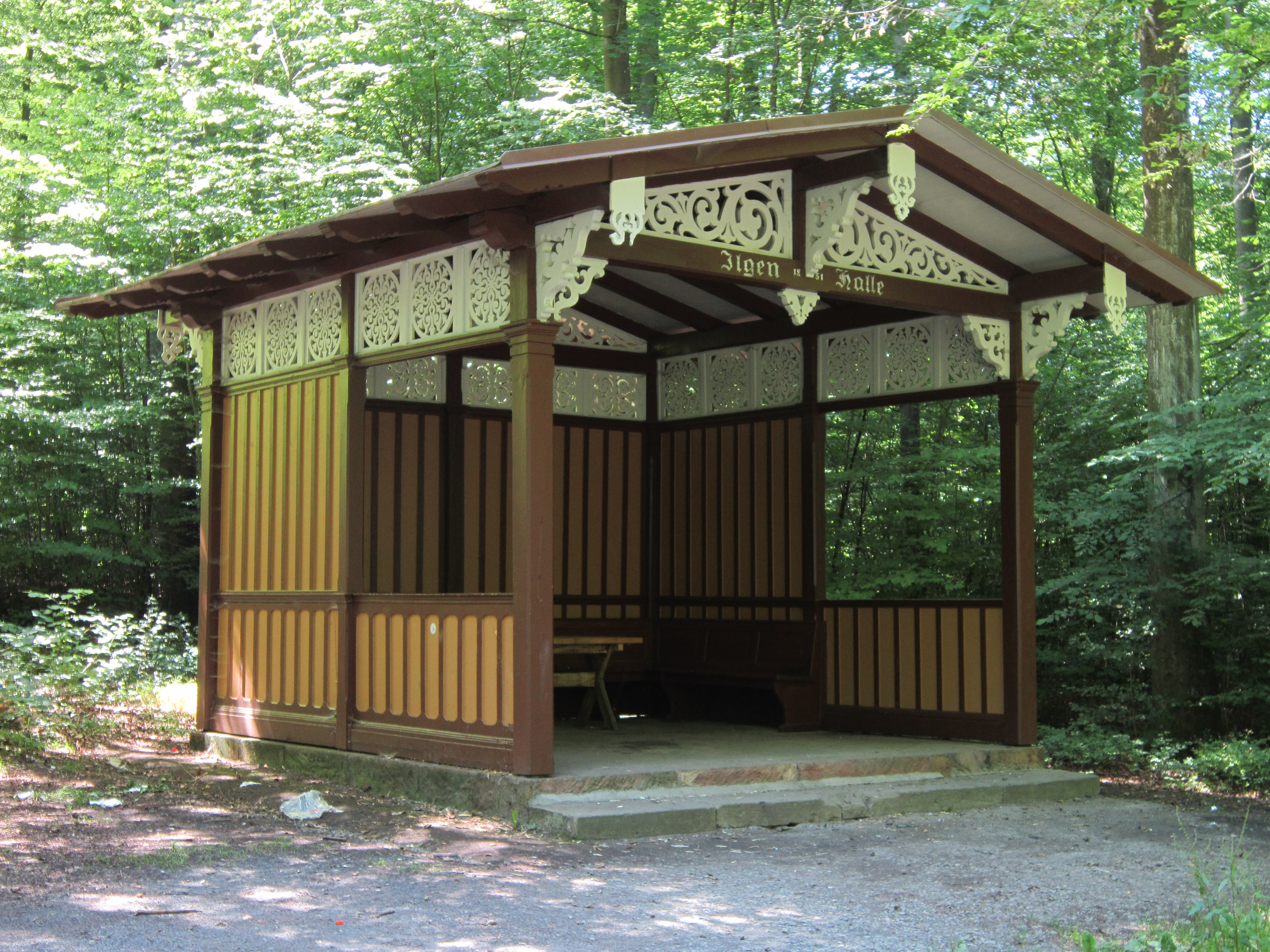
Die Ilgenhalle.

Die Ilgenhalle ist eine Wetterschutzhütte im Stadtwald des unterfränkischen Kurort Bad Kissingen. Sie gehört zu den Bad Kissinger Baudenkmälern und ist unter der Nummer D-6-72-114-367 in der Bayerischen Denkmalliste registriert.

## Geographische Lage
Die Ilgenhalle befindet sich im zwischen Wildpark Klaushof und Luitpoldpark befindlichen Stadtwald von Bad Kissingen zwischen den Erhebungen Steinkuppel und Staffelsberg an der Auffahrt zum Ludwigsturm.
Im Waldstück gegenüber der Ilgenhalle befindet sich die Steinbach-Madonna.

## Geschichte
Die im Jahr 1851 entstandene Ilgenhalle wurde im Schweizerhausstil erbaut, der sich im flachen Satteldach und den durchbrochenen Verzierungen der Anlage äußert. Die Ilgenhalle entstand zu einer Hochzeit des Kurbetriebs, als die Brunnenärzte ihren Patienten u. a. zu vielen Spaziergängen rieten, was Infrastruktur in Form von Aussichts- und Schutzpavillons erforderte.

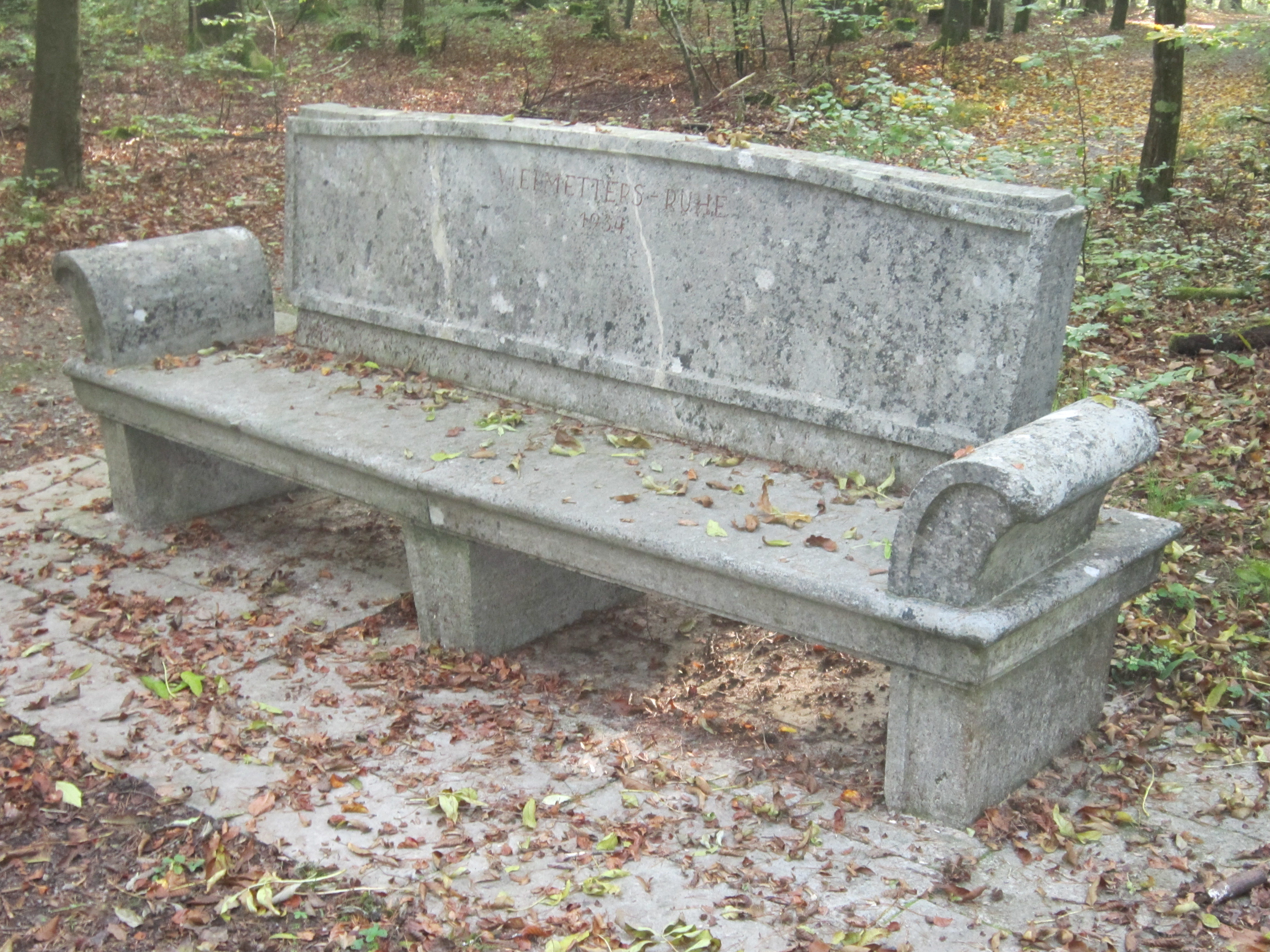
Die Sitzbank Vielmetters Ruhe.

Der Name leitet sich von der Flur ab, an der sie sich befindet und zu der auch die nahe gelegene Ilgenwiese gehört. Die älteste bekannte Spur des Namens findet sich als „Ilgenberg“ in einem Bestandssituationsplan des Forstreviers Klausenhof von 1833. Der Name Ilgen oder Eligius leitet sich von der Kirche ab, die dem Hl. Eligius geweiht war und zur 1122 erstmals erwähnten, auf der Ilgenwiese befindlichen Wüstung Bremersdorf gehörte.
Im Jahr 1963 fand eine Renovierung der Ilgenhalle statt, die durch die Spende der Münchnerin Gertrud Ilgen-Vielmetter möglich geworden war. Von ihren Schwiegereltern wurde die nahe der Ilgenhalle befindliche, 1934 entstandene Sitzbank „Vielmetters Ruhe“ gestiftet.
Eine weitere Renovierung der Ilgenhalle fand 1982 statt, als sie wegen des geplanten, aber nicht durchgeführten Baus einer Straßenbahn um fünf Meter nach West-Südwest versetzt wurde; in diesem Zusammenhang entstanden eine Bank und zwei Tische im Inneren der Halle.